# نيلس كراغ
نيلس كراغ (بالنرويجية البوكمول: Nils Aall Krag)‏ هو شخصية أعمال ومخترِع نرويجي، ولد في 1863 في ريسور في النرويج، وتوفي في 1926 في أوسلو في النرويج.